# Retepora spatulifera
Retepora spatulifera is een mosdiertjessoort uit de familie van de Phidoloporidae. De wetenschappelijke naam van de soort is voor het eerst geldig gepubliceerd in 1905 door Waters.